# Antonio Aniante
Antonio Aniante, pseudonimo di Antonio Rapisarda (Viagrande, 2 gennaio 1900 – Ventimiglia, 6 novembre 1983), è stato uno scrittore e commediografo italiano.

## Biografia
Esordì come giornalista per la rivista "900", Cahiers d'Italie et d'Europe di Massimo Bontempelli e Curzio Malaparte, ma si rivelò ben presto buon autore teatrale. Si ispirò, inizialmente, a temi propri del realismo magico e del futurismo. Contrario al fascismo, durante gli anni trenta visse a lungo a Parigi, ove pubblicò diverse biografie: Italo Balbo, Gabriele D'Annunzio, Mustapha Kemal, Vie et aventures de Marco Polo; al suo rientro in Italia pubblicò per Bompiani Ricordi di un giovane troppo presto invecchiatosi. A Parigi, nel 1932, conobbe la pittrice turca Hale Asaf, che era fuggita in Europa abbandonando il marito. Ne divenne il compagno fino alla morte di lei, nel 1938.  
Tra le opere principali di Aniante si ricordano le commedie d'avanguardia scritte per il Teatro degli Indipendenti di Roma: Gelsomino d'Arabia (1926) e Bob-Taft (1927); Carmen Darling (1929, rappresentata da Carlo Ludovico Bragaglia); Domenico Modugno nel 1958 presentò al Festival della Prosa di Venezia la commedia La rosa di zolfo, suo capolavoro. Pubblicò anche i romanzi Sara Lilas. Romanzo di Montmartre (1923), Amore mortale (1928), Venere ciprigna. Novelle (1929), Il paradiso dei 15 anni (1929), Obbrobriose confessioni (1952), La zitellina (1953), L'uomo di genio dinnanzi alla morte (1958) e Figlio del sole (1965), che si aggiudicò il Premio Selezione Campiello. Successivamente, pubblicò Memorie di Francia (1973) e Vita di Bellini (Piero Gobetti editore, Torino 1925; altra edizione del 1986).

## Opere
- La rosa di zolfo, Sellerio, 1986, ISBN 9788838902864
- Vita di Bellini (ristampa anastatica), Firenze, Passigli, 1986
- Ricordi di un giovane troppo presto invecchiatosi, Marina di Patti, Pungitopo, 1989
- Carmen 1929, Torino, Aragno, 2002
- I semidei della mafia locale, prefazione polemica di Anton Giulio Bragaglia, Recco, Le Mani, 2009
- Sara Lilas, romanzo di Montmartre, postfazione di Giuseppe Zaccaria, Roma, 2020